# Municipio de Lead Hill
El municipio de Lead Hill (en inglés: Lead Hill Township) es un municipio ubicado en el condado de Christian en el estado estadounidense de Misuri. En el año 2010 tenía una población de 148 habitantes y una densidad poblacional de 2,82 personas por km².

## Geografía
El municipio de Lead Hill se encuentra ubicado en las coordenadas 36°56′7″N 92°56′12″O / 36.93528, -92.93667. Según la Oficina del Censo de los Estados Unidos, el municipio tiene una superficie total de 52.43 km², de la cual 52,43 km² corresponden a tierra firme y (0 %) 0 km² es agua.

## Demografía
Según el censo de 2010, había 148 personas residiendo en el municipio de Lead Hill. La densidad de población era de 2,82 hab./km². De los 148 habitantes, el municipio de Lead Hill estaba compuesto por el 100 % blancos. Del total de la población el 0 % eran hispanos o latinos de cualquier raza.